# Altamont (Utah)
Altamont – miasto w Stanach Zjednoczonych, w stanie Utah, w hrabstwie Duchesne.